# Rodolfo Graziani
Rodolfo Graziani (Filettino, 11 d'agost de 1882 - Roma, 11 de gener de 1955) va ser un general i polític italià.
Va servir com a capità del Regio Esercito durant la Primera Guerra Mundial. En la postguerra es va unir al feixisme, convertint-se en una de les seves figures destacades. Va tenir responsabilitats de comandament durant les guerres colonials italianes: a la reconquesta de Líbia (1921-1931), a la guerra d'Etiòpia (1935-36) i, posteriorment, a la repressió de la guerrilla abissina (1936-1937). El seu paper a Líbia i els seus mètodes brutals li van valer el sobrenom de "El carnisser de Fezzan". Per les seves accions durant la guerra a Etiòpia, va ser designat criminal de guerra per la Comissió de Crims de Guerra de les Nacions Unides.
Durant la Segona Guerra Mundial va esdevenir comandant superior i governador general a la Líbia italiana, prenent el relleu d'Italo Balbo. A la campanya del nord d'Àfrica va comandar l'exèrcit italià durant la invasió italiana d'Egipte i l'operació Compass, que va provocar una catàstrofe militar marcada per la seva total derrota estratègica: les forces militars italianes, numèricament quatre vegades superiors a les britàniques però inferiors en entrenament tàctic i deficients en armament, vehicles i organització van patir una de les majors derrotes de la seva història. Graziani va justificar la seva posició descrivint l'enfrontament entre italians i britànics com una "lluita de la puça contra l'elefant", i després va demanar ser rellevat del seu càrrec; Mussolini el va substituir, atribuint-li tota la responsabilitat de la derrota i obrint una investigació sobre les seves accions.
Després d'un període d'inactivitat va acceptar de Mussolini el càrrec de ministre de Defensa Nacional (a partir del 6 de gener de 1944 Ministeri de les Forces Armades) en el govern constitutiu de la República Social Italiana, que va ocupar fins al col·lapse final de 1945, participant en la lluita contra els aliats i en la repressió anti-partisana. Després de la guerra, a causa de l'ús de gas verinós i el bombardeig dels hospitals de la Creu Roja durant la guerra d'Etiòpia, va ser inclòs per la Comissió de Crims de Guerra de les Nacions Unides a la llista de criminals de guerra a petició del govern etíop, però no va ser mai processat. La sol·licitud d'extradició presentada per Etiòpia va ser denegada per Itàlia el 1949. En canvi, va ser jutjat i condemnat a 19 anys de presó per col·laboracionisme, tot i que va sortir de la presó després de quatre mesos. Després es va unir al Moviment Social Italià, del qual va esdevenir president honorari.